# Belägringen av Thorn (1658)
Belägringen av Thorn ägde rum under Karl X Gustavs polska krig. Det började den 2 juli 1658 och avslutades den 30 december 1658 då den svenska garnisonen kapitulerade och Thorn återerövrades av polackerna.